# Kirby Battle Royale
Kirby Battle Royale (с англ. — «Королевская битва Кирби») — компьютерная игра в жанре beat ’em up серии Kirby, разработанная HAL Laboratory и изданная Nintendo для портативной консоли Nintendo 3DS. Выпущена в Европе 3 ноября 2017 года, в Японии 30 ноября 2017 года, в Северной Америке 19 января 2018 года.

## Игровой процесс
Kirby Battle Royale — игра жанра beat ’em up с видом сверху. Игроки управляют протагонистом серии, Кирби, и должны сразится с другими версиями себя на арене. В игре присутствует сюжетная кампания на одного игрока, а также совместные игровые и многопользовательские боевые режимы, доступные по локальной сети и интернету.

## Игровые режимы
Игра включает в себя 10 игровых режимов и сюжетную кампанию «Королевский торт» (англ. The Cake Royale).
- «Королевский торт»: Король Дидиди организовывает таинственный турнир с участием клонов Кирби. Настоящий Кирби сражается с ними в пяти лигах различного уровня сложности.
- «Боевая арена» (англ. Battle Arena): задача игрока — победить противников и остаться в живых.
- «Яблочная свалка» (англ. Apple Scramble): игроки делятся на две команды. Задача — собрать больше яблок, чем у оппонентов.
- «Монетное столкновение» (англ. Coin Clash): игроки должны собрать как можно больше монет за ограниченное время, остерегаясь похищающего монеты призрака.
- «Бойцы наездники» (англ. Attack Riders): игроки должны отбирать друг у друга фишки с помощью атак. Время от времени появляются машины, при разрушении которых игрок получает дополнительные фишки.
- «Безумный театр» (англ. Crazy Theater): задача игроков — решить определённую задачу, например: «сколько находится яблок?» или «остерегайтесь взрывной волны».
- «Ракетный грохот» (англ. Rocket Rumble): игроки собирают кубики и пытаются доставить их на свои корабли. Чем больше кубиков, тем выше взлетит ракета. Для победы необходимо взлететь выше, чем оппоненты.
- «Робо-чокнутый» (англ. Robo Bonkers): игроки атакуют роботизированную версию Чокнутого. Для победы необходимо нанести ему больший урон, чем оппонент.
- «Ударный хоккей» (англ. Slam Hockey): игроки атакуют друг друга с помощью гигантской Хоккейной Шайбы для набора очков.
- «Шахтовый экспресс» (англ. Ore Express): игроки должны собрать драгоценные камни и загрузить их в поезда. Побеждает тот, кто загрузит больше камней.
- «Флагбол» (англ. Flag Ball): задача игроков — забросить мяч на флаг и осложнить выполнение этой же задачи оппонентам, атакуя их, а также перемещая флаг на себе. Команда, набравшая 7 очков, побеждает.

### Способности
в игре представлены следующие способности: меч, бомба, жук, копьё, резак, боец, ниндзя, кнут, зонт, молот, врач, торнадо и лёд, а в дополнениях были также добавлены зеркало и сон. Наряду с 15 базовыми способностями в игре присутствуют 3 других играбельных персонажа — Уоддл Ди, Мета Рыцарь и Король Дидиди. Их атаки схожи с зонтом, мечом и молотом соответственно.
Перед выпуском игры был проведен опрос о том, какую способность стоит добавить в игру. Фанаты проголосовали за свои любимые способности, а победителем стала способность «зеркало». Второй опрос был проведен в декабре, и на этот раз фанаты выбрали «сон». В общей сложности в игре представлены 15 способностей. 13 способностей были доступны с первого дня, а зеркало и сон были добавлены с DLC.

## Разработка
Kirby Battle Royale разработана HAL Laboratory и издаётся Nintendo. Игра анонсирована в сентябре 2017 года в рамках Nintendo Direct в честь 25-ти летия серии. 19 октября 2017 года в европейском Nintendo eShop была выпущена демо-версия игры. Она включает в себя три игровых режима, а также даёт возможность перенести сохранения в полную версию игры и получить в качестве играбельного персонажа Мета Рыцаря. Игра выпущена для портативной игровой консоли Nintendo 3DS 3 ноября 2017 года в Европе, 30 ноября 2017 года в Японии и 19 января 2018 года в Северной Америке.

## Критика
| Сводный рейтинг       | Сводный рейтинг |
| Агрегатор             | Оценка          |
| --------------------- | --------------- |
| GameRankings          | 57,50 %         |
| Metacritic            | 57/100          |
| Иноязычные издания    |                 |
| Издание               | Оценка          |
| Destructoid           | 5,5/10          |
| Famitsu               | 30/40           |
| Nintendo Life         | [ 15 ]          |
| Nintendo World Report | 6,5/10          |

Kirby Battle Royale получила смешанные отзывы критиков в соответствии с агрегатором Metacritic. Журнал Famitsu оценил игру на 30 баллов из 40. За первую неделю в Японии было продано 28 023 копий игры.

## Заметки
1. ↑  Известная в Японии как Kirby Battle Deluxe! (яп. 星のカービィ スターアライズ Ка:би: Батору: Дэраккусу!, «Битва Кирби Делюкс!»)